# Ancistrocarphus
 Ancistrocarphus   A.Gray, 1868 è un genere di piante angiosperme dicotiledoni della famiglia delle Asteraceae (sottofamiglia Asteroideae, tribù Gnaphalieae e sottotribù Gnaphaliinae).

## Etimologia
Il nome del genere deriva dal greco "ankistros" (= amo da pesca) e "karphos" (= pula) e fa riferimento ai petali di queste piante.
Il nome scientifico del genere è stato definito dal botanico Asa Gray (1810-1888) nella pubblicazione " Proceedings of the American Academy of Arts and Sciences. Boston, MA" (Proc. Amer. Acad. Arts 7: 355) del 1868.

## Descrizione

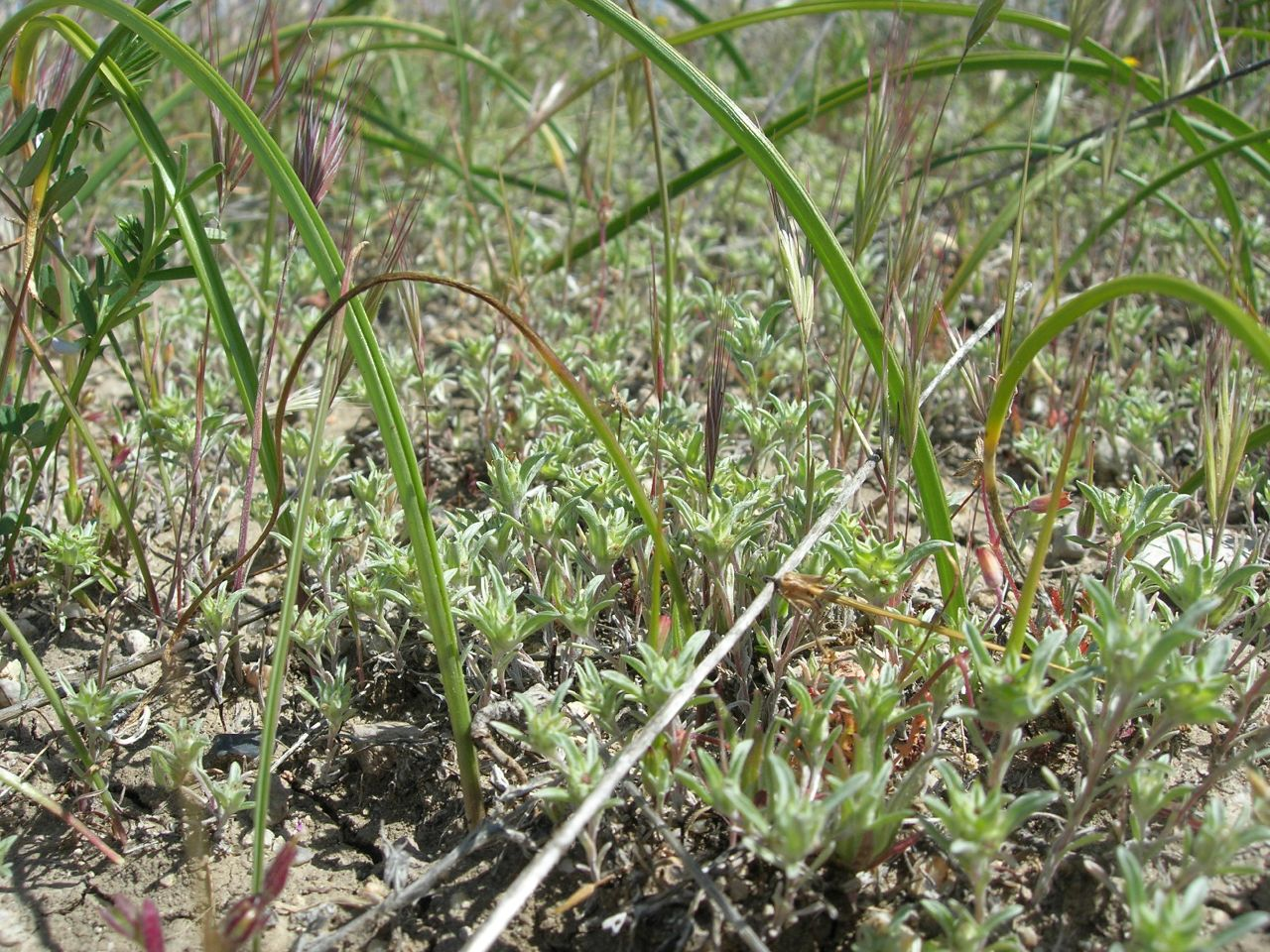
Il portamento
Ancistrocarphus filagineus

Habitus. Le specie di questo gruppo hanno un habitus di tipo erbaceo annuale (quasi a pulvino o cuscino). I cauli di queste piante sono provvisti del floema, ma non di canali resiniferi; mentre i sesquiterpeni lattoni sono normalmente assenti (piante senza lattice).
Fusto. La parte aerea in genere è eretta o da ascendente a prostrata. Altezza media delle piante: 0,5 – 14 cm.
Foglie. Le foglie in genere sono disposte in modo alternato e sono quasi sempre sessili (o sub-picciolate). La lamina è intera con forme generalmente da oblanceolate a obovate; i margini sono continui. Spesso la superficie è tomentosa o lanosa su entrambe le facce.
Infiorescenza. Le sinflorescenze sono sub-scapose (da 1 a 2 - 5 capolini). Le infiorescenze vere e proprie sono formate da un capolino terminale peduncolato di tipo discoide (con fiori omogami) o disciforme (con fiori eterogami). Possono essere presenti capolini radiati (o sub-radiati). I capolini sono formati da un involucro poco appariscente, composto da 0 - 3 o 6 brattee, al cui interno un ricettacolo fa da base ai fiori. Le brattee, a consistenza cartacea e colorate, sono disposte in modo più o meno embricato e possono essere connate alla base (strati di stereoma indiviso); hanno un margine ialino. Il ricettacolo è nudo ossia senza pagliette a protezione della base dei fiori; la forma normalmente è piatta o conica.
Fiori.  I fiori (pochi per capolino; da 5 a 11 quelli femminili; da 3 - 6 quelli maschili) sono tetra-ciclici (formati cioè da 4 verticilli: calice – corolla – androceo – gineceo) e pentameri (calice e corolla formati da 5 elementi). Sono inoltre tubulosi, attinomorfi e si distinguono in:
- fiori del disco esterni: sono femminili; sono trinervati; la forma varia da simile ad una barca a ovoidale con ali erette o incurvate;
- fiori del disco centrali: sono funzionalmente maschili; le forme sono tubulari con apici da incurvati a uncinati;

In questo gruppo di piante i fiori radiati (ligulati o del raggio) sono assenti; a volte sono confusi con i fiori femminili (tubulosi) del disco esterno più o meno sub-zigomorfi con un lembo piatto e possono essere interpretati come fiori del raggio.
- Formula fiorale:

*/x K {\displaystyle \infty }, [C (5), A (5)], G 2 (infero), achenio
- Calice: i sepali del calice sono ridotti ad una coroncina di squame.
- Corolla: la forma della corolla normalmente è tubolare con 5 lobi (raramente 4); i lobi hanno delle forme da lanceolate o deltate a lineari. I colori della corolla sono porpora o tonalità vicine.
- Androceo: l'androceo è formato da 5 stami sorretti da filamenti generalmente liberi; gli stami sono connati e formano un manicotto circondante lo stilo; le teche (produttrici del polline) sono prive di sperone, ma hanno la coda (una sola); le appendici apicali delle antere hanno delle forme concave; il tessuto endoteciale (rivestimento interno dell'antera) è quasi sempre polarizzato (con due superfici distinte: una verso l'esterno e una verso l'interno). Il polline è di tipo echinato (con punte sporgenti) a forma sferica è formato inoltre da due strati di ectesine, mentre lo strato basale è spesso e regolarmente perforato (tipo “gnafaloide”).[7]
- Gineceo: l'ovario è infero uniloculare formato da 2 carpelli. Lo stilo (il recettore del polline) è intero o biforcato con due stigmi nella parte apicale. Gli stigmi hanno una forma molto allungata; possono essere ricoperti da minute papille o avere dei penicilli dorsali. Le superfici stigmatiche sono separate.[7]

Frutti. I frutti sono degli acheni. Gli acheni sono piccoli a forma oblunga (lievemente obcompressa); la superficie è glabra e colorata di bruno; il pericarpo può essere percorso longitudinalmente da alcuni fasci vascolari. Il pappo è assente.

## Biologia
Impollinazione: l'impollinazione avviene tramite insetti (impollinazione entomogama tramite farfalle diurne e notturne).

Riproduzione: la fecondazione avviene fondamentalmente tramite l'impollinazione dei fiori (vedi sopra).

Dispersione: i semi (gli acheni) cadendo a terra sono successivamente dispersi soprattutto da insetti tipo formiche (disseminazione mirmecoria). In questo tipo di piante avviene anche un altro tipo di dispersione: zoocoria. Infatti gli uncini delle brattee dell'involucro (se presenti) si agganciano ai peli degli animali di passaggio disperdendo così anche su lunghe distanze i semi della pianta. Inoltre per merito del pappo il vento può trasportare i semi anche a distanza di alcuni chilometri (disseminazione anemocora).

## Distribuzione e habitat
Le specie di questo genere sono distribuite in California (e stati contigui) e Messico (nord-ovest).

## Tassonomia
La famiglia di appartenenza di questa voce (Asteraceae o Compositae, nomen conservandum) probabilmente originaria del Sud America, è la più numerosa del mondo vegetale, comprende oltre 23.000 specie distribuite su 1.535 generi, oppure 22.750 specie e 1.530 generi secondo altre fonti (una delle checklist più aggiornata elenca fino a 1.679 generi). La famiglia attualmente (2021) è divisa in 16 sottofamiglie; la sottofamiglia Asteroideae è una di queste e rappresenta l'evoluzione più recente di tutta la famiglia.

### Filogenesi
Il genere di questa voce è descritto nella tribù Gnaphalieae, una delle 21 tribù della sottofamiglia Asteroideae. Da un punto di vista filogenetico, la tribù Gnaphalieae fa parte del supergruppo (o sottofamiglia) "Asteroideae grade"; l'altro è il supergruppo "Non-Asteroideae" contenente il resto delle sottofamiglie delle Asteraceae. All'interno del supergruppo è vicina alle tribù Senecioneae, Calenduleae, Astereae e Anthemideae.
La sottotribù Gnaphaliinae è caratterizzata da portamenti di vario tipo con specie ginomonoiche e monoiche, da foglie con margini interi, da capolini disciformi omogami o eterogami e raramente radiati (o subradiati), dallo stilo con rami troncati e superfici stigmatiche separate apicalmente, da acheni glabri o con tricomi allungati e pappo ridotto.
Il genere della specie di questa voce appartiene al clade Flag, un gruppo informale monofiletico della sottotribù Gnaphaliinae che occupa una posizione più o meno "basale" e con il clade Australasian forma un "fratello". Il clade "FLAG" prende il nome dai suoi quattro generi più grandi: Filago, Leontopodium, Antennaria e Gamochaeta. Ricerche sul DNA delle varie specie di questo genere suggeriscono una sua possibile origine allopoliploide con un antenato vicino alla specie Gnaphalium uliginosum (il tipo di "Gnaphalium"). In questo gruppo sono presenti specie dioiche (solo fiori femminili o solo fiori maschili) e piante a portamento cusciniforme. I capolini, in formazioni corimbose o spiciformi, possono essere sottesi da foglie bratteali. Il ricettacolo in alcuni casi è squamoso.
Nelle analisi di tipo filogenetico all'interno del clade "FLAG" al "Lucilia-group" si affianca il Filago group formato dai seguenti generi: Ancistrocarphus, Bombycilaena, Chamaepus, Cymbolaena, Evacidium, Evax, Filago, Logfia, Micropus, Psilocarphus e Stylocline, alcuni attualmente considerati sinonimi di Filago e inclusi in esso (Cymbolaena, Evacidium, Evax). Il principale carattere morfologico che definisce il gruppo sono le palee ricettacolari che sottendono, e più o meno racchiudono, i fiori femminili. La tabella seguente pone a confronto i caratteri dei generi di questo gruppo.
| Genere          | Distribuzione                       | Distribuzione delle foglie | Rapporto tra i fiori femminili e le palee del ricettacolo | Struttura dei fiori interni                 | Pappo                                                 |
| --------------- | ----------------------------------- | -------------------------- | --------------------------------------------------------- | ------------------------------------------- | ----------------------------------------------------- |
| Ancistrocarphus | California                          | Alternate                  | Profondamente inclusi                                     | Tutti ermafroditi e funzionalmente maschili | Assente                                               |
| Bombycilaena    | Eurasia e Nord America              | Alternate                  | Profondamente inclusi                                     | Tutti ermafroditi e funzionalmente maschili | Assente                                               |
| Chamaepus       | Afghanistan                         | Alternate                  | Profondamente inclusi                                     | Tutti ermafroditi e funzionalmente maschili | Assente                                               |
| Filago          | Eurasia, Nord Africa e Nord America | Alternata                  | Mediamente sottesi                                        | Alcuni femminili e altri ermafroditi        | Assente nei fiori esterni; presente in quelli interni |
| Logfia          | Dall'Europa a Afghanistan           | Alternate                  | Profondamente inclusi                                     | Alcuni femminili e altri ermafroditi        | Assente nei fiori esterni; presente in quelli interni |
| Micropus        | Eurasia e Nord Africa               | Opposte                    | Profondamente inclusi                                     | Tutti ermafroditi e funzionalmente maschili | Assente                                               |
| Psilocarphus    | America                             | Opposte                    | Profondamente inclusi                                     | Tutti ermafroditi e funzionalmente maschili | Assente                                               |
| Stylocline      | Nord America                        | Alternate                  | Profondamente inclusi                                     | Tutti ermafroditi e funzionalmente maschili | Assente nei fiori esterni; presente in quelli interni |

I caratteri distintivi del genere  Ancistrocarphus  sono:
- le foglie sono disposte in modo alternato;
- gli acheni sono privi di tricomi;
- il pappo è assente.

In precedenza queste specie erano incluse nel genere Stylocline Nuttall sect. Ancistrocarphus (A. Gray) A. Gray. Ancistrocarphus  si distingue dalla altre specie per la presenza di tre nervature sui petali.

### Elenco delle specie
Questo genere ha 2 specie:
- Ancistrocarphus filagineus A.Gray
- Ancistrocarphus keilii  Morefield